# Случай с сержантом Дилейни
Случай с сержантом Дилейни (англ. The case of Sergeant Delaney) — антивоенная литография Джорджа Уэсли Беллоуза, созданная им в 1921 году на основе его рисунка, нарисованного тремя годами ранее и описывавшего один из эпизодов жестокого обращения с американцами в немецком плену.

## История создания
В 1921 году американский художник Фредерик Джад Вог искал иллюстратора для книги «Не сдавайся — никогда», написанной министром ВМС США Йозефом Дэниелсом. Его выбор пал на Джорджа Беллоуза, нью-йоркского художника-реалиста, отличившегося несколькими годами ранее, созданием цикла антивоенных литографий. Однако Беллоуз начал создавать иллюстрации на основе рассказов из этой книги за несколько лет до предложения Джада Вога. Так в 1918 году из под его кисти вышел рисунок под названием «Инцидент с сержантом Дилейни», адресованный лично Йозефу Дэниелсу.

## Прообраз
Прообразом для сюжета литографии стала история из книги Дэниелса, повествующая о морском артиллеристе Джеймсе Дилейни, который летом 1917 года выполнял миссию по охране американских торговых судов в акватории Атлантического океана. 6 августа танкер под названием SS Campana, на котором нёс службу Дилейни, был атакован немецкой подводной лодкой U-61 в Бискайском заливе. После затяжного боя, который по мнению Дэниелса являлся самой продолжительной битвой, которую когда-либо вёл американский торговый корабль против подводной лодки, капитан танкера был вынужден сдаться немцам, когда боезапас на судне был исчерпан. Поднявшись на борт, немецкие моряки посадили членов экипажа в спасательные шлюпки и отправили их к ближайшему берегу, а сам танкер затопили. Тем не менее, часть команды корабля, в которую входили капитан, Джеймс Дилейни и несколько его помощников, была взята в плен, так как командиру подлодки необходимо было объяснить своему руководству: почему на потопление одного гражданского судна ему потребовалось потратить так много времени и боеприпасов. По мнению Дэниэлса, капитан танкера, Дилейни и четыре его помощника стали первыми пленёнными на море американцами, после вступления США в Первую мировую войну.
По возвращении в Соединённые Штаты, Дилейни получил Крест Военно-морских сил и поведал историю своего пребывания в плену. В частности, он рассказал о шестнадцати месяцах заключения в Бранденбургском тюремном лагере и многочисленных случаях жестокого обращения с узниками. Два таких эпизода и послужили прототипом для образов на литографии Беллоуза. Первый эпизод, связанный с наказаниями пленных, работавших слишком медленно, Дилейни описывал в своём отчёте для командования так:

Если вы работали недостаточно быстро, то вы рисковали быть застреленным или заколотым штыком, как это произошло с некоторыми французами, русскими и несколькими англичанами. Один немецкий солдат избил американца до потери сознания и остановился только после вмешательства гражданского немца.

Второй случай был связан с кражей охранниками посылок, предназначенных для пленных, его описал уже сам Дэниелс:

Когда Дилейни выразил протест против кражи охранниками посылок, отправляемых заключённым, офицеры вытащили его и «обстреляли». Он продолжил сопротивляться, и тогда сержант выхватил шпагу и пригрозил пронзить ею американского моряка.

## Описание
На литографии изображён немецкий солдат, приставивший шпагу к животу стоящего в центре картины Дилейни. За спиной Дилейни в это время лежит потерявший сознание пленный, вокруг за этим всем наблюдают другие пленные и немецкие солдаты.

## Критика

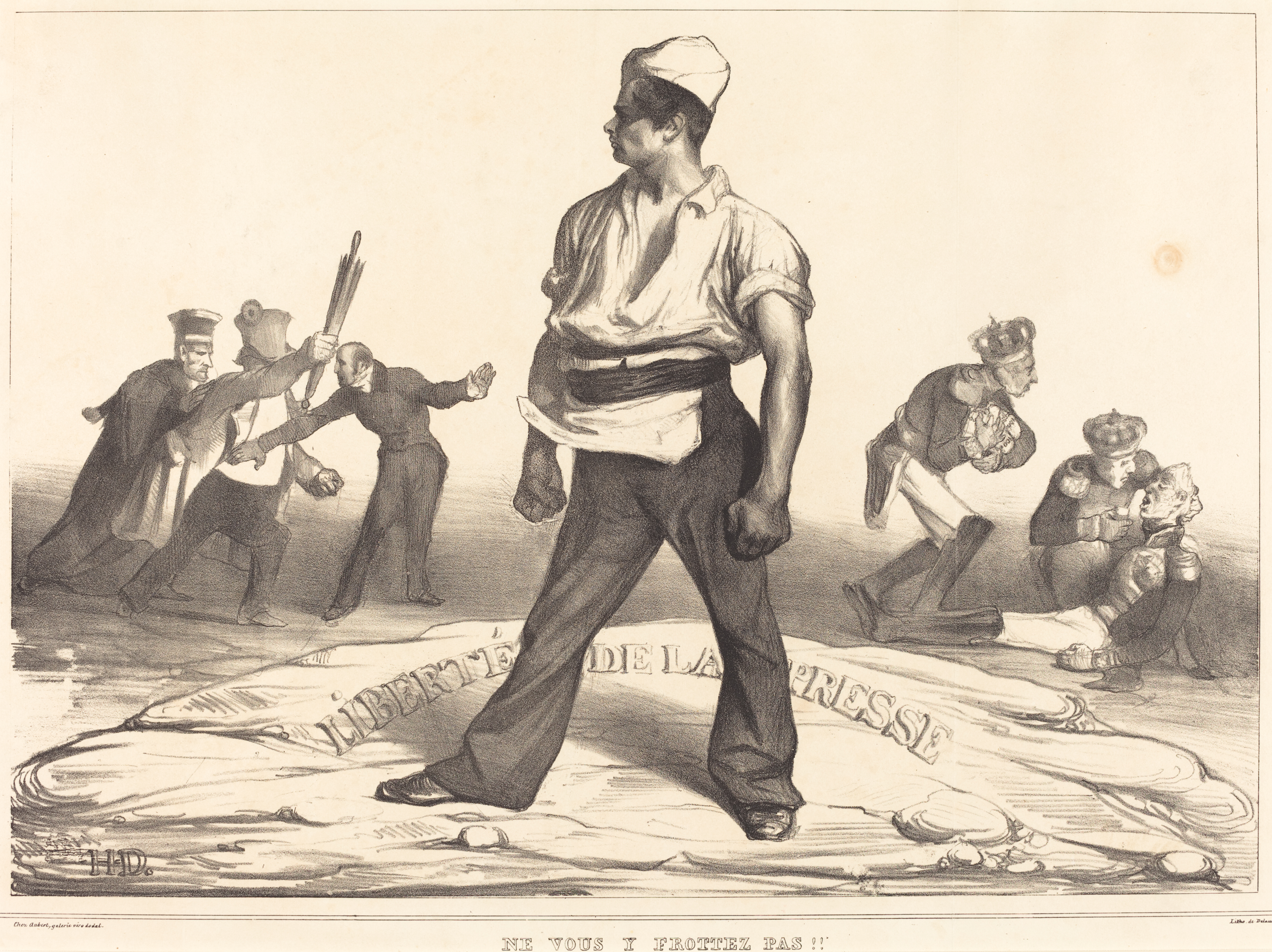
Картина Оноре Домье «Не вмешивайтесь в прессу!!»

Американский искусствовед Шарлин Энгель анализируя литографию, отметила сходство между изображённым в центре Дилейни и центральной фигурой на картине «Не вмешивайтесь в прессу!!» французского карикатуриста Оноре Домье.